# Felicity Jones
Felicity Rose Hadley Jones (Bourneville, Birmingham; 17 d'octubre de 1983) és una actriu anglesa. És coneguda per l'audiència de televisió pel seu paper antagònic d'Ethel Hallow en la primera temporada de la sèrie The Worst Witch (va ser reemplaçada per Katy Allen durant les temporades dues i tres) però va tornar a interpretar a Hallow en la sèrie Weirdsister College. El 2014 va interpretar a Jane Wilde Hawking a la pel·lícula La teoria del tot, per la qual va ser nominada per als Globus d'or, els premis BAFTA, els premis SAG i els premis Oscar a la categoria de millor actriu.

## Primers anys
Després de graduar-se del Kings Norton Girls School, Jones va assistir al King Edward VI Handsworth School, després d'això es va prendre un any sabàtic (durant el qual va aparèixer en la sèrie de la BBC Servants). Posteriorment va estudiar anglès en el Wadham College, Oxford, es va graduar amb un 2:1 en 2006. Mentre estudiava anglès, va aparèixer en les obres d'estudiants, incloent Atis en la qual va interpretar el paper principal, i en 2005 en La comèdia dels errors de Shakespeare per a la gira d'estiu del Ouds al Japó, protagonitzada al costat de Harry Lloyd.

## Carrera
Després de la primera temporada de The Worst Witch, Jones va ser reemplaçada per Katie Allen. Quan Weirdsister College va començar en 2001, Jones va tornar com Hallow. El seu paper més llarg i probablement el més conegut en general està en la radionovel·la de la BBC Radio 4 The Archers, on va interpretar a Emma Carter des de 1999 fins al 2009.
Va prendre el paper principal en el 2007 de l'adaptació de L'abadia de Northanger de l'escriptora Jane Austen per a televisió i va fer el seu debut teatral en That Fase en la Royal Court Theatre a l'abril de 2007, també inicio els enregistraments de la sèrie de la BBC L'abadia de Northanger a l'octubre de 2007.
En 2008, va aparèixer en les pel·lícules Brideshead Revisited (2008) i Flashbacks of a Fool (2008), en l'episodi "L'unicorn i la vespa" de Dr. Who i en la reestrena de The Chalk Garden de Enid Bagnold en el teatre Donmar Warehouse de Londres entre 5 de juny i 2 d'agost de 2008.
Al maig de 2009 va actuar en una lectura assajat de Hang Up de l'escriptor Anthony Minghella en el High Tide Festival.
En 2010 Jones va aparèixer en les pel·lícules: SouledBoy i The Tempest, basada en una peça de Shakespeare, dirigida per Julie Taymor. També va interpretar a Julie en Cemetery Junction.i a Beth en Albatross dirigida per Niall MacCormick.
Felicity va rebre el premi especial del jurat al Festival de Sundance 2011 per la seva actuació en Like Crazy de Drake Doremus.
Jones va actuar en l'últim lliurament de The Amazing Spider-Man 2 que es va estrenar al maig de 2014, on va compartir pantalla amb Andrew Garfield i Emma Stone. El mateix any va aparèixer en l'aclamada pel·lícula La teoria del tot encarnant a Jane Wilde, la primera esposa de l'astrofísic Stephen Hawking.
El febrer de 2015 va ser seleccionada per a la pel·lícula "Rogue One" ambientada en l'univers de Star Wars, sota la direcció de Gareth Edwards, on va interpretar el personatge protagonista Jyn Erso, una ex criminal que ajuda a l'Aliança Rebel.

## Filmografia
| Year         | Title                                           | Role                | Director                         | Notes         | Ref.          |
| ------------ | ----------------------------------------------- | ------------------- | -------------------------------- | ------------- | ------------- |
| 2008         | Flashbacks of a Fool                            | Ruth (jove)         | Baillie Walsh                    |               | [ 8 ]         |
| 2008         | Retorn a Brideshead                             | Cordelia Flyte      | Julian Jarrold                   |               | [ 9 ]         |
| 2009         | Chéri                                           | Edmée               | Stephen Frears                   |               | [ 10 ]        |
| 2010         | Cemetery Junction                               | Julie Kendrick      | Ricky Gervais i Stephen Merchant |               | [ 11 ]        |
| 2010         | Soulboy                                         | Mandy Hodgson       | Shimmy Marcus                    |               | [ 12 ]        |
| 2010         | The Tempest                                     | Miranda             | Julie Taymor                     |               | [ 13 ]        |
| 2011         | Chalet Girl                                     | Kim Matthews        | Phil Traill                      |               | [ 14 ]        |
| 2011         | Like Crazy                                      | Anna Gardner        | Drake Doremus                    |               | [ 15 ]        |
| 2011         | Albatross                                       | Beth Fischer        | Niall MacCormick                 |               | [ 16 ]        |
| 2011         | Histèria                                        | Emily Dalrymple     | Tanya Wexler                     |               | [ 17 ]        |
| 2012         | Cheerful Weather for the Wedding                | Dolly Thatchem      | Donald Rice                      |               | [ 18 ]        |
| 2013         | Breathe In                                      | Sophie              | Drake Doremus                    |               | [ 19 ]        |
| 2013         | La dona invisible                               | Nelly Ternan        | Ralph Fiennes                    |               | [ 20 ]        |
| 2014         | The amazing Spider-Man 2: El poder de l'Electro | Felicia Hardy       | Marc Webb                        |               | [ 21 ]        |
| 2014         | The Theory of Everything                        | Jane Wilde Hawking  | James Marsh                      |               | [ 22 ]        |
| 2015         | True Story                                      | Jill Barker         | Rupert Goold                     |               | [ 23 ]        |
| 2016         | Collide                                         | Juliette            | Eran Creevy                      |               | [ 24 ] [ 25 ] |
| 2016         | Un monstre em ve a veure                        | Mare                | J. A. Bayona                     |               | [ 26 ]        |
| 2016         | Inferno                                         | Sienna Brooks       | Ron Howard                       |               | [ 27 ]        |
| 2016         | Rogue One                                       | Jyn Erso            | Gareth Edwards                   |               | [ 28 ]        |
| 2017         | Eric Clapton: Life in 12 Bars                   | Ella mateixa        | Lili Fini Zanuck                 | Documental    |               |
| 2018         | Leading Lady Parts                              | Ella mateixa        | Jessica Swale                    | Curtmetratge  |               |
| 2018         | Per raó de sexe                                 | Ruth Bader Ginsburg | Mimi Leder                       |               | [ 29 ]        |
| 2019         | The Aeronauts                                   | Amelia Wren         | Tom Harper                       |               | [ 30 ]        |
| 2020         | Dragon Rider                                    | Per anunciar (veu)  | Tomer Eshed                      |               | [ 31 ]        |
| 2020         | The Midnight Sky                                | Sully               | George Clooney                   | Postproducció | [ 32 ]        |
| Per anunciar | Last Letter from Your Lover                     | Ellie Haworth       | Augustine Frizzell               | Postproducció | [ 33 ]        |
| Per anunciar | Borderland                                      |                     |                                  | Preproducció  |               |

### Televisió
| Any       | Títol                       | Paper              | Notes                                      | Ref.   |
| --------- | --------------------------- | ------------------ | ------------------------------------------ | ------ |
| 1996      | The Treasure Seekers        | Alice Bastable     | Telefilm                                   | [ 34 ] |
| 1998–1999 | The Worst Witch             | Ethel Hallow       | 11 episodis                                | [ 35 ] |
| 2001      | Weirdsister College         | Ethel Hallow       | 13 episodis                                | [ 36 ] |
| 2003      | Servants                    | Grace May          | 6 episodis                                 | [ 37 ] |
| 2007      | Northanger Abbey            | Catherine Morland  | Telefilm                                   | [ 38 ] |
| 2007      | Cape Wrath                  | Zoe Brogan         | 8 episodis                                 | [ 39 ] |
| 2008      | Doctor Who                  | Robina Redmond     | Episodi: «The Unicorn and the Wasp»        | [ 40 ] |
| 2009      | The Diary of Anne Frank     | Margot Frank       | 5 episodis                                 | [ 41 ] |
| 2011      | Page Eight                  | Julianne Worricker | Telefilm                                   | [ 42 ] |
| 2014      | Salting the Battlefield     | Julianne Worricker | Telefilm                                   | [ 43 ] |
| 2014      | Girls                       | Dottie             | Episodi: «Role-Play»                       | [ 44 ] |
| 2017      | Saturday Night Live         | Amfitriona         | Episodi: «Felicity Jones/Sturgill Simpson» | [ 45 ] |
| 2017      | Star Wars Forces of Destiny | Jyn Erso (veu)     | 2 episodis                                 | [ 46 ] |

### Teatre
| Any       | Obra                 | Teatre              | Paper        | Ref.   |
| --------- | -------------------- | ------------------- | ------------ | ------ |
| 2005–2006 | La reina de les neus | Newbury Theatre     | Gerda        | [ 47 ] |
| 2007      | That Face            | Royal Court Theatre | Mia          | [ 48 ] |
| 2008      | The Chalk Garden     | Donmar Warehouse    | Laurel       | [ 49 ] |
| 2011      | Luise Miller         | Donmar Warehouse    | Luise Miller | [ 50 ] |

### Altres
Del 1990 al 2009 va participar en la radionovel·la de la BBC Radio 4 The Archers, com a Emma Grundy.